# Viking-Con
Viking-Con er en årligt tilbagevendende spilbegivenhed i København for bl.a. rollespil, brætspil, figurspil og samlekortspil. 
Viking-Con er Danmarks ældste spilkongres, og har været afholdt hvert år i weekenden i uge 41 siden 1982, hvor den første Viking-Con (Under navnet 1. Copenhagen Gamecon) fandt sted. Siden 1989 har kongressen primært været hjemhørende på Tårnby Gymnasium.
Viking-Con er en non-profit organisation og er arrangeret af en frivillig arrangørgruppe, med hjælp fra op mod 150 frivillige hjælpere hvert år.

## Viking-Con i tal
Hvert år programlægges ca. 45 strategispilsturneringer, i alt med ca. 1100 turneringspladser.
Ligeledes skrives der årligt 10-12 nye rollespilsscenarier, som giver ca. 350 spillerpladser. Her til kommer en række re-runs af scenarier fra tidligere Viking-Con og andre spilkongresser.

### Besøgstal
- Viking-Con 32 (2013): 895 besøgende.
- Viking-Con 33 (2014): 779 besøgende.
- Viking-Con 34 (2015): 834 besøgende.
- Viking-Con 35 (2016): 704 besøgende.
- Viking-Con 36 (2017): 833 besøgende.
- Viking-Con 37 (2018): 843 besøgende.
- Viking-Con 38 (2019): 863 besøgende.

## Æresgæster
Viking-Con har enkelte år haft æresgæster fra rollespilsudgivelses-branchen. 
- 2003 : Robin D. Laws
- 2004 : Monte Cook
- 2007 : Jason Morningstar